# Instantània fotogràfica

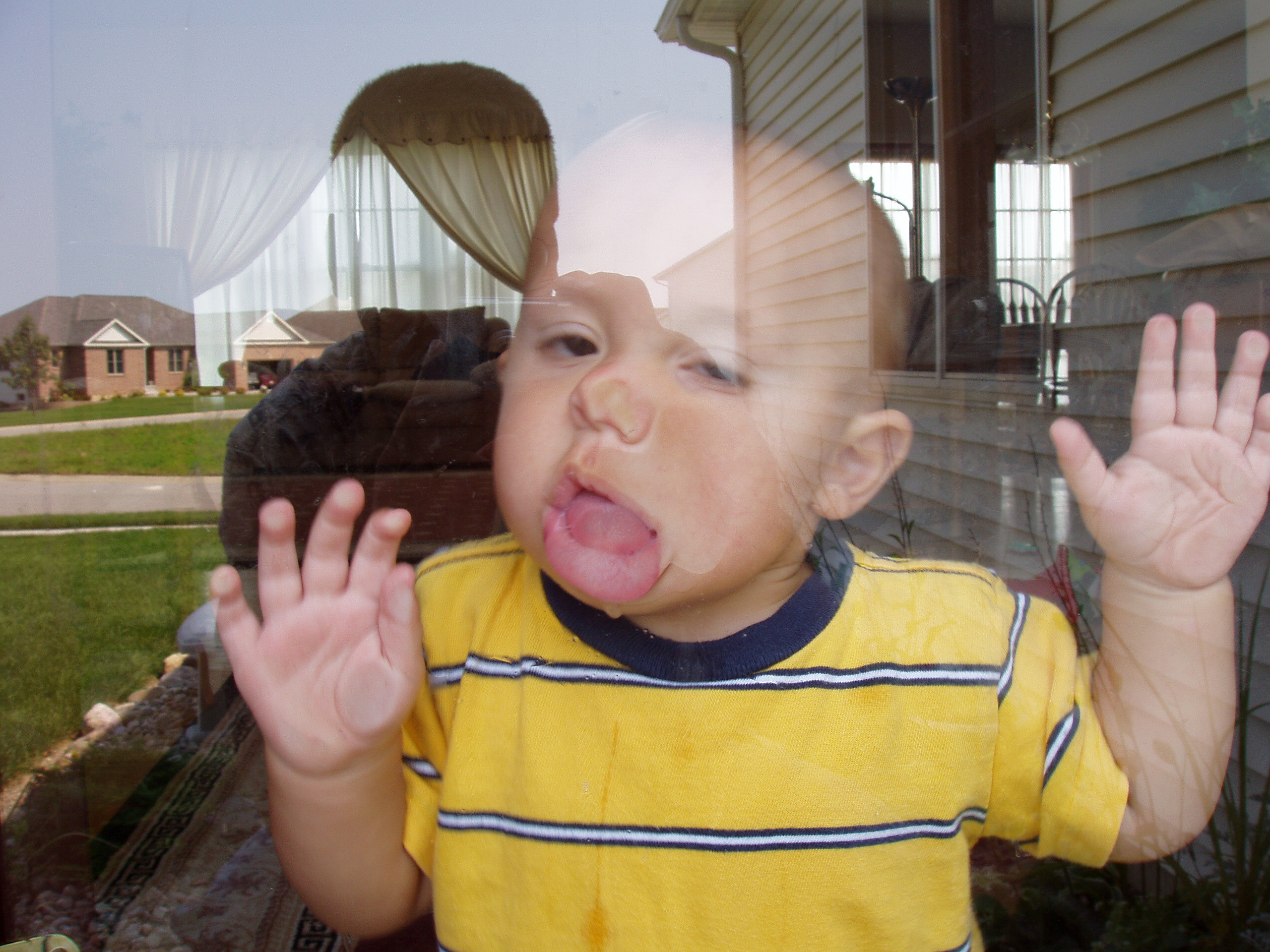
Les instantànies mostren moments memorables en imatges imperfectes. Aquí, l'enlluernament exposa al fotògraf i implica la seva relació familiar amb el tema.

Diverses dècades de desenvolupament en el camp tecnològic de la fotografia van ser necessàries per poder captar una imatge de la realitat de forma  instantània . Els primers daguerreotips o calotips precisaven extensos temps d'exposició que impedien controlar les imatges, raó per la qual moltes d'elles acabaven sortint parcialment mogudes. Tot el que es movia sortia borrós, per exemple, les persones que no romanien immòbils o els animals. L'aparició del Col·lodió humit va suposar un gran avanç per la reducció dels temps d'exposició, però no va ser fins al desenvolupament de la gelatina-bromur i la posterior utilització del rodet de cel·luloide de la casa Kodak quan es va congelar un  instant de la realitat  en les fotografies.
La Casa Laurent, fundada per J. Laurent a Madrid, va realitzar moltes instantànies de curses de braus, en plaques seques amb gelatina-bromur, del format 27 x 36 centímetres. Aquestes fotografies van ser preses cap a l'any 1887, immediatament després de morir Laurent. Els negatius originals, de vidre, es conserven a l'Institut del Patrimoni Històric Espanyol, del Ministeri de Cultura. La primera càmera de fotografia instantània era de color negre i de fusta.